# Max Wallraf (Landrat)
Rudolf Ludwig Maria Max Emanuel Wallraf (* 9. Oktober 1891 in Malmedy; † 23. Dezember 1972 in Köln) war ein preußischer Verwaltungsjurist und Landrat.

## Leben
Der Katholik Max Wallraf  war ein Sohn des Reichstagspräsidenten Max Wallraf und dessen erster Ehefrau Emma, geborene Kesselkaul (1868–1892). Nach dem Besuch des Kaiser-Wilhelm-Gymnasiums in Köln und der abgelegten Reifeprüfung zu Ostern 1911 absolvierte er bis 1914 in Freiburg und Bonn ein Studium der Rechtswissenschaften. Nach der am 30. Juni 1914 abgelegten Prüfung zum Referendar, war er von 1914 bis 1918 Kriegsteilnehmer. 1919 wurde er Regierungsreferendar und am 9. Juli 1921 Regierungsassessor mit Beschäftigung beim Polizeipräsidium Köln. Ab 1922 war er bei der Propagandastelle Frankfurt am Main, ab Dezember 1922 im Staatssekretariat für die besetzten rheinischen Gebiete, sowie ab März 1923 in der Reichskanzlei tätig. Nach der Ernennung zum Regierungsrat am 20. Mai 1924 war er vertretungsweise bei der Reichsregierung in München tätig, von wo er im Februar 1927 in das Reichsinnenministerium wechselte. Nach der Beförderung zum Oberregierungsrat am 26. März 1928, wurde er ab dem 28. März 1933 vertretungsweise mit der Verwaltung des Landratsamtes Olpe beauftragt. Die Aufhebung der Beauftragung erfolgte am 11. April 1933. Am 21. April 1933 wurde er zum kommissarischen Landrat des Landkreises Grevenbroich-Neuß ernannt, dem am 21. September 1933 die definitive Ernennung folgte. Am 30. Juni 1945 wurde er auf Weisung der Militärregierung aus dem Dienst entlassen. Vom 1. Januar 1952 bis zum 31. Oktober 1959 erfolgte noch eine nichtplanmäßige Tätigkeit als Hilfsrichter beim Landesverwaltungsgericht Köln. Max Wallraf verstarb 81-jährig am 23. Dezember 1972 in Köln.

## Familie
Max Wallraf heiratete am 27. August 1932 in Dessau Elise Charlotte von Gayl (* 10. November 1896 in Dessau; in erster Ehe seit dem 31. Januar 1916 mit Karl von Wachter verheiratet; † 16. März 1927), Tochter des herzoglich anhaltinischen Kammerherrn und Schlosshauptmanns von Dessau, sowie Oberstleutnants Barnim Friedrich von Gayl und dessen Ehefrau Charlotte, geborene Freiin von Ende.